# Сарамяки
Са́рамяки (фин. Saramäki, швед. Starrbacka) — один из районов города Турку, входящий в территориальный округ Маариа-Пааттинен.

## Географическое положение
Район расположен к северу от центральной части Турку.

## Население
В 2004 году численность население района составляла 530 человек, из которых дети моложе 15 лет — 16,60 %, а старше 65 лет — 15,09 %. Финским языком в качестве родного владели 95,28 %, шведским — 0,75 %, а другими языками — 3,96 % населения района.